# Alessandro Scarlatti
Alessandro Scarlatti (Palermo, 2 maggio 1660 – Napoli, 24 ottobre 1725) è stato un compositore italiano di musica barocca.
Considerato dai musicologi come uno dei più importanti rappresentanti della scuola musicale napoletana, fu il maggiore compositore d'opera italiano tra la fine del XVII e l'inizio del XVIII secolo.
Soprannominato dai suoi contemporanei “l'Orfeo italiano”, divise la sua carriera tra Napoli e Roma; proprio alla città papale è destinata una parte significativa della sua produzione. È spesso considerato il fondatore della scuola musicale napoletana, sebbene ne sia solo stato il rappresentante più illustre e più fruttuoso: il suo contributo, la sua originalità e la sua influenza furono essenziali, oltre che duraturi, sia in Italia che in Europa.
Particolarmente noto per le sue opere, portò ai suoi massimi sviluppi la tradizione drammatica italiana, iniziata da Monteverdi all'inizio del XVII secolo e proseguita da Cesti, Cavalli, Carissimi, Legrenzi e Stradella, progettando la forma definitiva dell'aria con da capo, imitata in tutta Europa. Fu inoltre l'inventore dell'ouverture italiana in tre movimenti (che rivestì una fondamentale importanza nello sviluppo della sinfonia), della sonata in quattro parti (progenitrice del moderno quartetto d'archi), e della tecnica dello sviluppo motivico. Fu un modello di riferimento per il teatro musicale del suo tempo, come evocato dalla produzione italiana di Händel, il quale fu profondamente influenzato dalla sua musica teatrale. Eclettico, Scarlatti toccò anche tutti gli altri generi praticati nel suo tempo, dalla sonata al concerto grosso, dal mottetto alla messa, dall'oratorio alla cantata, genere quest'ultimo di cui fu maestro indiscusso.
Fu il padre del compositore Domenico Scarlatti, ricordato per il suo fondamentale apporto alla sonata per clavicembalo del XVIII secolo.

## Biografia
Alessandro Scarlatti nacque a Palermo nel 1660.
Fu figlio di Pietro Scarlata (la forma "Scarlatti" sarà utilizzata solo dal 1672). Fu inoltre fratello maggiore del musicista Francesco Scarlatti e della cantante Anna Maria Scarlatti (8 dicembre 1661-14 dicembre 1703). Altri fratelli furono Anna Maria Antonia Diana (8 febbraio 1659, morta di otto mesi); Melchiorra Brigida (5 ottobre 1663-2 dicembre 1736); Vincenzo Placido (15 ottobre 1665-?); Antonio Giuseppe (15 gennaio 1669-?) e Tommaso (1670/1672-1° agosto 1760), tenore, documentato nei teatri di Crema e Napoli dal 1701 al 1740 e impiegato nella cappella reale a Napoli dal 1722.
La prima formazione musicale di Alessandro dovette avvenire in famiglia a Palermo.
Con la sorella Anna Maria si trasferì a Roma nel 1672. Non è noto con chi abbia studiato in questi primi anni in cui visse nella città. Non ci sono documenti né indizi che comprovino un supposto apprendistato con l'ormai anziano compositore Giacomo Carissimi morto nel 1674.
Il 12 aprile 1678, nella chiesa di S. Andrea della Fratte, si unì in matrimonio con Vittoria Ansalone. Dalla loro unione nacquero numerosi figli: i musicisti Pietro Filippo Scarlatti (1679-1750) e Domenico Scarlatti (1685-1757); Benedetto Bartolomeo (24 agosto 1680-21 agosto 1684); Alessandro Raimondo (23 dicembre 1681-c. 1717); Flaminia Anna Caterina (10 aprile 1683-c. 1725); Cristina Leonora Maddalena (6 aprile 1684-c. 1714); Giuseppe Nicola Roberto Domenico Antonio (17 febbraio 1689-?), Caterina Eleonora Emilia Margherita (15 novembre 1690-?), Carlo Francesco Giacomo (5 maggio 1692-?) e Giovanni Francesco Diodato (7 maggio 1695-?), tutti tenuti a battesimo da aristocratici o alti prelati, mecenati del compositore.
Nel dicembre 1678 fu nominato maestro di cappella della Chiesa di S. Giacomo degli Incurabili (oggi S. Giacomo in Augusta). Un mese più tardi ottenne la sua prima importante commissione in veste di compositore. Il 27 gennaio 1679 l'arciconfraternita del SS. Crocifisso di S. Marcello gli commissionò un oratorio da eseguirsi nel terzo venerdì di quaresima:
Nel carnevale del 1679 guadagnò il primo successo come operista con Gli equivoci nel sembiante, dramma per musica, più volte ripreso in diverse città italiane (Bologna, 1679; Napoli, 1680 e 1681; Vienna, 1681, Ravenna, 1685 ecc.). Il felice esito dell'opera gli valse la protezione della regina Cristina di Svezia, che lo assunse al suo servizio come maestro di cappella. Grazie anche all’appoggio di Cristina e all’intraprendenza teatrale del celebre architetto Gian Lorenzo Bernini e dei figli, suoi primi impresari, il giovane Scarlatti poté avviare una brillante quanto rapida carriera che lo avrebbe imposto come il maggior operista nei principali teatri italiani del tempo. Al successo degli Equivoci nel sembiante seguirono L'honestà negli amori (1680) e Tutto il mal non vien per nuocere (1681), e poi Il Pompeo (1683) al teatro di palazzo Colonna e L'Arsate (1683) in palazzo Orsini.
Dal novembre 1682 fu organista e maestro di cappella della chiesa di S. Girolamo della Carità. Conservò quest'incarico fino ad ottobre 1683, quando lasciò Roma per trasferirsi a Napoli, probabilmente chiamato dal nuovo viceré marchese del Carpio, già ambasciatore spagnolo a Roma, insieme a una compagnia di cantanti e strumentisti, e allo scenografo Filippo Schor per mettere in scena alcune opere già rappresentate a Roma. Negli ultimi due mesi del 1683 vennero rappresentate nel palazzo reale di Napoli le sue opere L'Aldimiro e La Psiche, e nel carnevale 1684 Il Pompeo, già rappresentato l'anno precedente a Roma nel teatro di palazzo Colonna. A queste fece seguito la regolare produzione di una o due opere l'anno rappresentate nel teatro del Real palazzo. Nel febbraio 1684, grazie all'appoggio del viceré poté subentrare al defunto Pietro Andrea Ziani come maestro della Real cappella di Napoli. La nomina infranse la tradizione per cui i membri della cappella, perlopiù locali, erano stati sempre distinti da quelli di teatro, e non favorì i rapporti di Scarlatti con i musicisti della scuola napoletana.
Nel primo periodo napoletano (1683–1702) Scarlatti fu il principale compositore teatrale della città, portando in scena regolarmente almeno un paio di opere l'anno. Compose anche diverse serenate e musica sacra, pubblicando la raccolta Mottetti sacri (Napoli, Muzio, 1702), poi ristampata ad Amsterdam col titolo Concerti sacri (E. Roger, 1707-08).
In quegli anni, pur risiedendo a Napoli, Scarlatti continuò a frequentare Roma e a mantenere intensi rapporti di collaborazione con i più importanti mecenati della città papale. Tra questi, il cardinale Benedetto Pamphilj, per il quale mise in musica l'oratorio a tre voci Il trionfo della grazia ovvero la conversione di Maddalena (1685) e il III atto dell'opera La Santa Dimna (1687), entrambe su libretto dello stesso porporato, e l'opera La Rosmene ovvero l'infedeltà fedele (1686) su libretto di Giuseppe Domenico De Totis; il cardinale Pietro Ottoboni, di cui mise in musica l'oratorio a cinque voci La Giuditta (1693 e 1695), il dramma La Statira (1690), e il secondo atto dell'opera La Santa Genuinda (1694); e il principe Antonio Ottoboni, padre del cardinale, di cui mise in musica l'oratorio La Giuditta.
Alla fine degli anni '80 Scarlatti intraprese rapporti diretti con il principe Ferdinando de' Medici, che si avvalse della sua collaborazione sia per le opere destinate al teatro della villa medicea di Pratolino e altri teatri del granducato di Toscana, sia per la composizione di musiche sacre destinate a particolari ricorrenze solennemente celebrate in corte. Dopo la ripresa delle opere, già rappresentate a Roma, Tutto il mal non vien per nuocere a Firenze e Il Pompeo a Livorno, nel 1689 Ferdinando gli commissionò per Pratolino la musica di una commedia, forse La serva favorita su libretto di Giovanni Cosimo Villifranchi. Nel 1698 venne eseguita a Pratolino L'Anacreonte, cui seguirono Flavio Cuniberto (1702), Arminio (1703), Turno Aricino (1704), Lucio Manlio (1706), Il gran Tamerlano (1706).
Nel 1702, dopo la morte del re Carlo II e l'instabilità politica conseguente ai contrasti tra Asburgo e Borbone per la successione del regno di Spagna, Scarlatti, ottenuta una licenza, si allontanò da Napoli per recarsi a Firenze, confidando nel favore del principe Ferdinando de' Medici per ottenere una nuova sistemazione per sé e per il figlio Domenico che lo seguiva. Fallito il tentativo, ritornò a Roma, città a lui più familiare, con cui aveva mantenuto sempre stretti contatti. Nel gennaio 1703 fu nominato coadiutore del maestro di cappella Giovanni Bicilli a S. Maria in Vallicella (Chiesa Nuova), e il 31 dicembre dello stesso anno coadiutore del maestro di cappella Antonio Foggia a Santa Maria Maggiore, subentrando come titolare nel luglio 1707.
In questi anni romani (1703-1708) Scarlatti, godendo della protezione del cardinale Ottoboni, al cui servizio era entrato nell'aprile 1705, compose numerosi oratori, eseguiti a S. Maria in Vallicella, al palazzo della Cancelleria, al Seminario Romano, a palazzo Ruspoli e in altri luoghi, come La santissima Annunziata (1703), Il regno di Maria Vergine (1704), Il Sedecia (1706), Il martirio di s. Cecilia (1708), l'Oratorio per la passione di nostro Signore (1708). Compose anche molta musica sacra, soprattutto per la basilica liberiana, la Missa Clementina in onore di Clemente XI e un Miserere per la cappella pontificia.
Durante quegli anni entrò in contatto con il cardinale Vincenzo Grimani, che fu a Roma nel 1706 in missione diplomatica per conto dell'imperatore allo scopo di riportare sotto gli Asburgo il Regno di Napoli. Il rapporto con il Grimani valse a Scarlatti la commissione per due opere, Mitridate e Il trionfo della libertà, rappresentate nel carnevale 1707 nel teatro San Giovanni Grisostomo di Venezia, di proprietà della famiglia Grimani. Nello stesso anno a Venezia fu pure eseguito il suo oratorio Cain overo il primo omicidio su testo di Antonio Ottoboni.
Nel dicembre 1708, approfittando del cambio di regime nel viceregno di Napoli e del fatto che il cardinale Grimani era stato nominato viceré, Scarlatti rivolse a lui una supplica per ottenere il reintegro nel posto di maestro di cappella della Real Cappella. La richiesta fu accettata all'inizio di gennaio 1709 e di lì a poco il compositore fece ritorno a Napoli.
A Napoli proseguì l'attività operistica, portando in scena una o due opere l'anno fino al 1719, ma nonostante singoli successi come Il Tigrane (1715), Carlo re d'Allemagna (1716), e la commedia per musica Il trionfo dell'onore (1718), Scarlatti dovette subire sempre più la forte concorrenza della nuova generazione di compositori d'opera della scuola napoletana, quali Leonardo Leo, Domenico Sarro, Nicola Porpora, da lui distanti per stile e scuola, che si sarebbero affermati sulle scene italiane dalla fine degli anni '20 in avanti. Va ricordato, però, che già nei primi anni del Settecento, lo stile operistico di Scarlatti era da taluni giudicato "malinconico", "difficile", "più da stanza [camera] che da teatro", perché particolarmente complesso, essendo fondato essenzialmente sul contrappunto tra voce e strumenti, e su uno stretto ed equilibrato rapporto tra musica e testo. Il nuovo stile che appare nell'opera italiana, e in particolare nella scuola napoletana, dagli anni Venti del Settecento, abbandona la scrittura contrappuntistica e privilegia la distinzione di compiti tra parte vocale e accompagnamento orchestrale, preferendo una scrittura armonica di ampio respiro e semplificata nelle modulazioni, per dare maggiore risalto ai virtuosismi dei cantanti. Per questi motivi sembra almeno in parte da ripensare la vetusta idea ottocentesca che vede in Scarlatti il principale tra i fondatori della Scuola musicale napoletana. Il compositore, tra l'altro, non ebbe mai incarichi di insegnamento nei conservatori napoletani, né sembra avere avuto veri e propri allievi, ad eccezione del figlio Domenico, e di musicisti estraneai alla scuola napoletana, come Francesco Geminiani, Domenico Zipoli, e i tedeschi Johann Adolph Hasse e Johann Joachim Quantz, con cui ebbe solo brevi e fugaci contatti, per giunta riferiti da fonti indirette e posteriori di molti decenni ai fatti.
A Napoli, fra il 1711 e il 1723, compose almeno sei serenate eseguite al Palazzo Reale o in altri palazzi della nobiltà di più alto rango.
Durante gli anni napoletani, Scarlatti non interruppe mai i rapporti con Roma: qui nel 1712 al teatro del palazzo della Cancelleria fu rappresentata la sua opera Il Ciro, su libretto del cardinale Ottoboni che ne fu il committente e patrocinatore. Nel 1715 il papa Clemente XI gli conferì il titolo di cavaliere dell'Ordine di Gesù Cristo. Altre sue opere andarono in scena al teatro Capranica: Telemaco (1716), Cambise (1718), Marco Attilio Regolo (1719) e Griselda (1721; libretto Apostolo Zeno).
Nel 1720 compose una messa con un graduale, e antifone, inno e Magnificat per i vespri della festa di s. Cecilia, celebrata nella chiesa dedicata alla santa, su commissione del cardinale Francesco Acquaviva d'Aragona, titolare della basilica.
Nel 1721 al teatro di Haymarket di Londra fu eseguita la sua cantata La gloria di primavera con la partecipazione del celebre soprano Margherita Durastanti.
Scarlatti condusse gli ultimi anni della sua vita, stimato e venerato dai più apprezzati musicisti dell'epoca in visita a Napoli, tra cui Johann Adolph Hasse e il flautista Johann Joachim Quantz. Tuttavia poco prima di morire dovette inviare una supplica al viceré per ottenere qualche incremento al suo stipendio, lamentando le difficoltà economiche che si trovava ad affrontare.
Morì a Napoli il 24 ottobre 1725 e fu sepolto nella chiesa di Santa Maria a Montesanto, dove nella cappella di S. Cecilia si legge ancora l'iscrizione sulla lapide tombale, forse dettata dal cardinale Ottoboni:

## Produzione musicale

### Caratteri generali

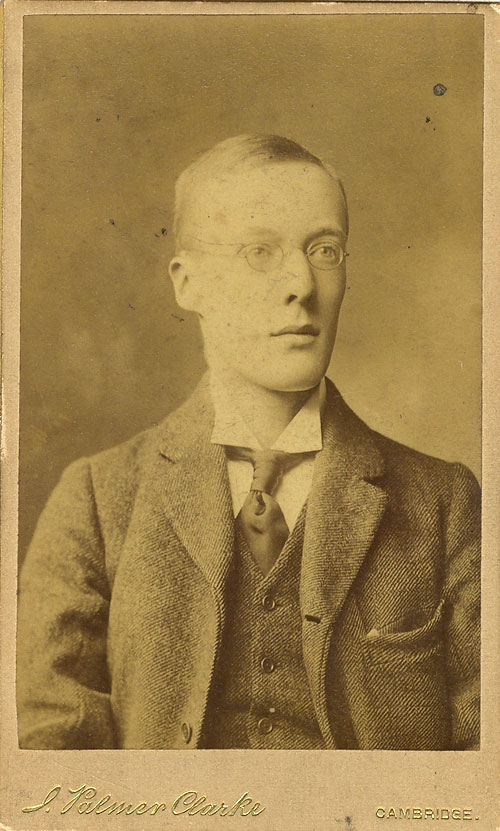
Edward J. Dent

Per poter presentare l'opera del compositore in poche parole, è necessario citare il suo primo biografo, il musicologo Edward Dent, il quale affermò, all'inizio del XX secolo: 
La formazione musicale di Scarlatti avvenne essenzialmente a Palermo e Roma, in quest’ultima città era arrivato ancora dodicenne. Qui in parte formò il suo stile sia nel campo della musica sacra sia in quello operistico. A Roma, nel corso del Seicento l'opera si sviluppò soprattutto nei teatri privati della nobiltà e meno nei teatri pubblici; questi, infatti, nel corso del XVII secolo non furono aperti in modo regolare, come invece accadeva a Venezia, ma furono talvolta ostacolati dall'autorità papale, che opponeva una qualche resistenza a concedere le licenze per motivi d'ordine morale. Ciononostante, negli ultimi tre decenni del Seicento furono attivi, pur non continuativamente, i teatri Tordinona, Capranica e della Pace, oltre a quelli gestiti dagli architetti Gian Lorenzo Bernini, Giovan Battista Contini e Mattia de' Rossi, e quello di palazzo Colonna. Scarlatti mise in musica sia opere del genere della commedia (Gli equivoci nel sembiante, L'onestà negli amori, Tutto il mal non vien per nuocere), i cui libretti furono scritti da letterati romani come Pietro Filipo Bernini e Giuseppe Domenico De Totis, sia nel genere del dramma, come L'Arsate, su libretto del principe Flavio Orsini o Il Pompeo, su libretto del veneziano Nicolò Minato.
Il successo delle sue opere fu determinante per il suo trasferimento a Napoli nel 1683, dove fu chiamato dal marchese del Carpio, appena nominato viceré, dopo essere stato per alcuni anni a Roma in qualità di ambasciatore spagnolo.
Lo stile di Scarlatti andò evolvendosi verso la fine del XVII secolo per adeguarsi al gusto teatrale corrente: pur conservando una scrittura fondata sul contrappunto tra voci e strumenti, le sue arie diventano più estese, e presentano sempre più spesso accompagnamenti affidati alle parti strumentali piuttosto che al solo basso continuo, come invece usava agli inizi della sua attività; il virtuosismo richiesto ai cantanti nella sua musica, più che sfoggio di mere abilità tecniche, richiede maggiore espressività e attenzione al testo scritto.
Il suo stile denso ed elaborato dal punto di vista del contrappunto e dell'armonia, per nulla compiacente verso pubblici non selezionati e poco raffinati, fu posto ben presto a contrasto con lo stile in voga nei teatri veneziani e del nord Italia, quando gli arrivarono numerose commissioni per i teatri di questi territori. Nel 1686 il nobile Carlo Borromeo, desiderando avere un'opera di Scarlatti per il suo teatro sull’Isola Bella, dopo il successo dell'Aldimiro a Milano, affermava che «l’eccellenza della musica» del compositore aveva «maggiore proprietà e modestia di quelle di Venezia, che sono quelle che si sentono nel nostro teatro di Milano».
La rappresentazione veneziana del Mitridate Eupatore (1707) considerato uno dei suoi capolavori, gli valse critiche per l'eccessiva severità dello stile e per una certa noia che avrebbe apportato agli spettatori, come si legge in un passo della malevola satira in versi contro il Scarlatti musico del cavalier Bartolomeo Dotti:
Il conte bolognese Francesco Maria Zambeccari, acuto osservatore dei costumi musicali e attento interprete dei gusti del pubblico contemporaneo, segnalò per primo nel 1709 uno dei principali motivi che contribuirono alla difficile recezione del repertorio teatrale delle opere di Scarlatti nei teatri del nord Italia:
Zambeccari osservò l'estrema complessità della scrittura che contraddistingueva il linguaggio d'un compositore più incline a uno stile severo, nutrito da una solida dottrina contrappuntistica, riflesso in parte della sua formazione romana e dell'aver dovuto soddisfare i gusti esigenti e raffinati dei suoi patrocinatori e committenti romani.

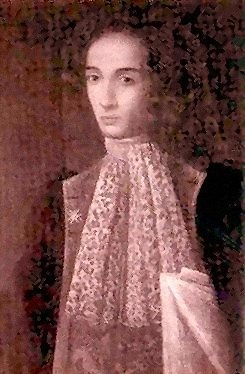
Alessandro Scarlatti

Gli oratori di Scarlatti rivestono un'importanza non inferiore rispetto alle sue opere nell'ambito della sua produzione. Indubbiamente la consuetudine con questo genere fu favorita dalla sua popolarità e diffusione in vari ambienti a Roma. Nella città papale esistevano congregazioni, come quella dell'Oratorio in S. Maria in Vallicella (Chiesa Nuova), e confraternite, come quella di S. Girolamo della Carità, le cui attività comprendevano la regolare esecuzione di oratori nelle domeniche e nei giorni festivi. Inoltre altre confraternite erano solite far eseguire oratori in particolari periodi dell'anno, come quella del Ss. Crocifisso di S. Marcello in quaresima e quella di S. Maria dell'Orazione e Morte, nell'ottava dei Defunti, o in particolari occasioni nei collegi religiosi. Oratori venivano eseguiti anche nei palazzi della nobiltà e della prelatura, avendo assunto un ruolo alternativo e complementare all'opera a cui si avvicendavano nel periodo quaresimale. Rispetto all'opera, pur utilizzando il comune linguaggio poetico-musicale che vede alternarsi recitativi e arie (o duetti) l'oratorio non prevedeva azione scenica, né tantomeno veniva rappresentato su un palcoscenico, ma soltanto con il canto accompagnato dagli strumenti. Svincolato dalla sacralità della lingua latina (rimasta in uso, per antica consuetudine, soltanto al Ss. Crocifisso), l'oratorio in lingua italiana poteva così circolare negli ambienti secolari e religiosi, senza tuttavia interferire con le pratiche sacre.
A Roma Scarlatti esordì proprio con un oratorio nella quaresima 1679 al Ss. Crocifisso. In seguito pose in musica diversi oratori su testi scritti dai suoi principali protettori: Il trionfo della grazia overo la conversione di Maddalena (Roma, 1685) di Benedetto Pamphilj; La Giuditta (1695), La Ss. Annunziata (1703), Il regno di Maria vergine (1705), Il martirio di s. Cecilia (1708) e l'Oratorio per la Passione di nostro Signor Gesù Cristo (noto anche col titolo La Colpa, il Pentimento, la Grazia) (1708) di Pietro Ottoboni. A questi si aggiungono capolavori come Agar et Ismaele esiliati (1683; testo Giuseppe Domenico De Totis), Il martirio di Santa Teodosia (1684), una seconda Giuditta (su testo di Antonio Ottoboni), S. Casimiro (1704), S. Filippo Neri (1705), Sedecia re di Gerusalemme (1705), Cain overo il primo omicidio (1707) e altri, che furono rieseguiti in diversi centri italiani e a Vienna.
Meno intensa fu la successiva produzione oratoriale di Scarlatti a Napoli: si contano soltanto Il trionfo del valore: Oratorio per il giorno di San Giuseppe (1709), l'Oratorio per la Santissima Trinità (1715) e La Vergine Addolorata (1717).
Scarlatti compose quasi 700 cantate), di cui circa 600 a voce sola, per la maggior parte per soprano solo, ca. 70 per voce e strumenti, e ca. 20 a due voci. Il grande successo ottenuto da queste composizioni è testimoniato della loro eccezionale diffusione attraverso i manoscritti (oggi conservati in varie biblioteche in Italia e all'estero). Se le cantate dei primi anni romani appaiono improntate a una certa variabilità nella struttura interna, analogamente ai modelli di Luigi Rossi, Carissimi, Pasquini, verso la fine del XVII secolo esse sembrano confromarsi a una maggiore regolarità nell'alternanza recitativo-aria. Lo stile delle cantate scarlattiane fa pensare che fossero destinate principalmente a cantanti professionisti, di sicuro talento, e ad un pubblico selezionato, di ascoltatori particolarmente colti e raffinati, come quelli delle corti che orbitavano intorno a Cristina di Svezia, ai cardinali Pamphilj e Ottoboni, e ai principi Ruspoli, Rospigliosi e Odescalchi, o ai membri dell'Accademia dell'Arcadia, che nel 1706 accolse il compositore come membro, insieme con Bernardo Pasquini ed Arcangelo Corelli), grazie alla protezione del cardinale Ottoboni.
Alcuni importanti storici del Novecento hanno sottolineato l'importanza che la sinfonia avanti l'opera ideata da Scarlatti in questi anni rivestì nel fornire un modello per la prima fase di sviluppo della sinfonia classica.
Ciò che stupisce è che – dimenticata quasi completamente l'opera vocale (sacra, profana e operistica), l'Ottocento e anche il Novecento si siano dedicati con una certa assiduità solo alla diffusione e all'esecuzione del repertorio strumentale. Se le composizioni per tastiera, abbastanza numerose e generalmente di alto livello stilistico, risentono ancora dell'improponibile confronto con quelle del figlio Domenico, le Dodici sinfonie di concerto Grosso (1715) sono entrate a far parte stabilmente del bagaglio di molti gruppi specializzati nell'esecuzione di musica antica. Pur avendo faticato a liberarsi dal marchio di corellianità, le Sinfonie di concerto grosso sono riuscite a imporsi grazie al perfetto uso del contrappunto e soprattutto grazie alla bellezza delle melodie, venate da sottile e sublime malinconia, che è il tratto caratteristico e originale di tutta l'opera scarlattiana.

#### Lavori teatrali

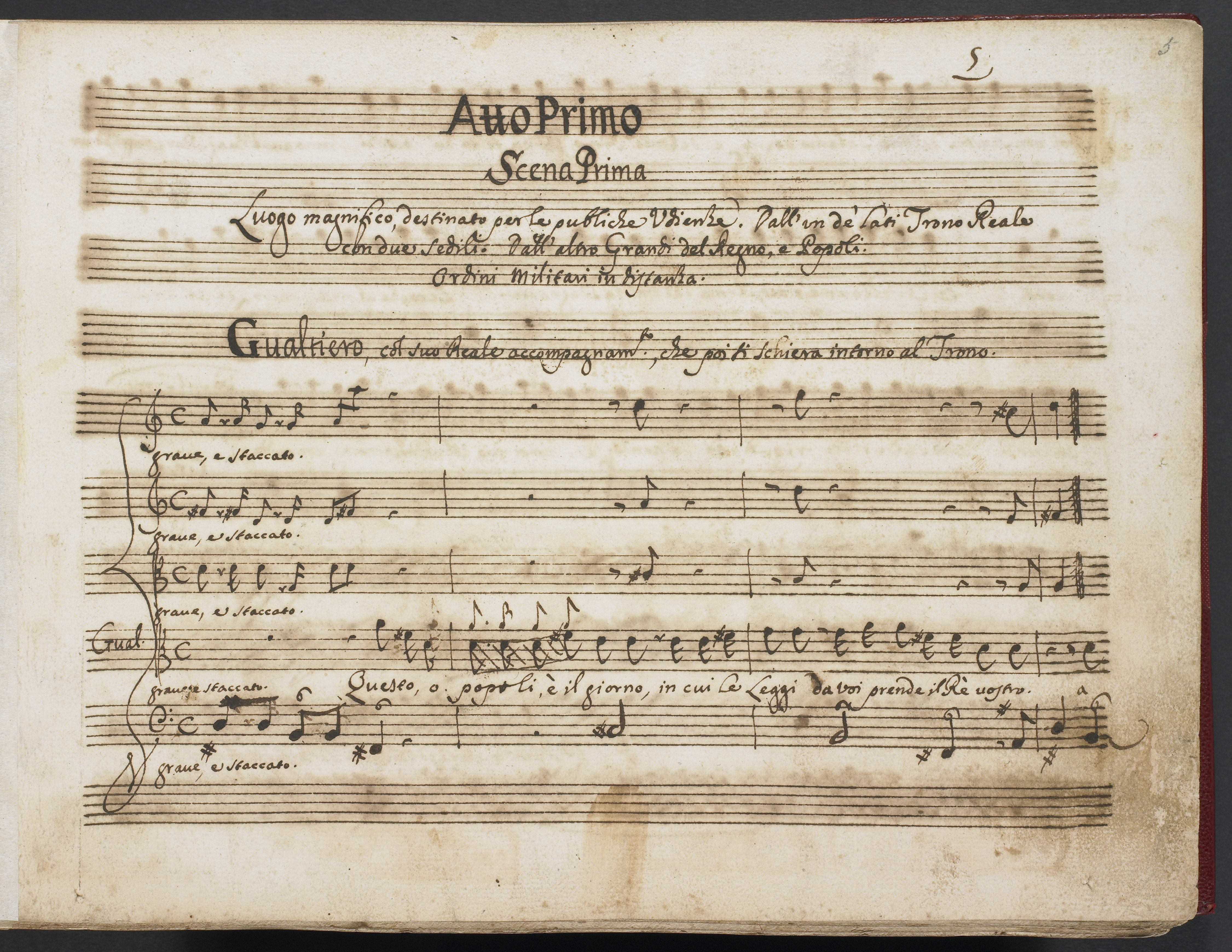
Manoscritto dell'opera Griselda (1721) di Alessandro Scarlatti.

Le opere di Scarlatti costituiscono un punto di legame molto importante tra la musica del tardo Seicento e quella del XVIII secolo, che ha il suo culmine in Mozart. Le sue prime opere (Gli equivoci nel sembiante; L'honestà negli amori; Il Pompeo, contenente le famose arie O cessate di piagarmi e Toglietemi la vita ancor) usano ancora le antiche cadenze nei loro recitativi e un'amplissima varietà di piccole arie, talvolta accompagnate da un quartetto d'archi, trattate con attenta elaborazione, talvolta accompagnate dal solo clavicembalo.
Dal 1697 circa e prima di La caduta de' Decemviri, forse sotto l'influenza dello stile di Giovanni Bononcini e probabilmente ancor più del gusto del viceré, le sue opere diventano più convenzionali e comuni dal punto di vista del ritmo, mentre la sua scrittura si fa più ruvida, non priva però di brillantezza. Gli oboi e le trombe sono usati frequentemente, i violini suonano spesso all'unisono.
Il Mitridate Eupatore, considerato il suo capolavoro, composto a Venezia nel 1707, contiene musica di gran lunga superiore a quella che Scarlatti aveva scritto per Napoli, sia tecnicamente che intellettualmente. Le ultime opere napoletane (L'Amor volubile e tiranno; La Principessa fedele; Il Tigrane), sono più ostentate ed efficaci che profondamente emotive. Fu nell'opera Teodora, del 1697, che iniziò l'uso del ritornello da parte dell'orchestra.
Il suo ultimo gruppo di opere, composto per Roma, mostra un senso poetico più profondo, uno stile melodico ampio ed elegante, uno stile di orchestrazione molto più moderno ed un forte senso del dramma, in particolare nei recitativi accompagnati, tecnica che utilizzò per primo già nel 1686 (Olimpia vendicata). Compaiono per la prima volta i corni, trattati spesso con effetti sorprendenti. Il trionfo dell'onore (sua unica opera comica e capolavoro del genere che, negli anni successivi, sarebbe diventata una delle preferite dai compositori della nuova generazione come Leo e Vinci) e Griselda, abbracciano più di mezzo secolo di opera, anticipando la freschezza e finezza mozartiane.

#### Cantate e oratori

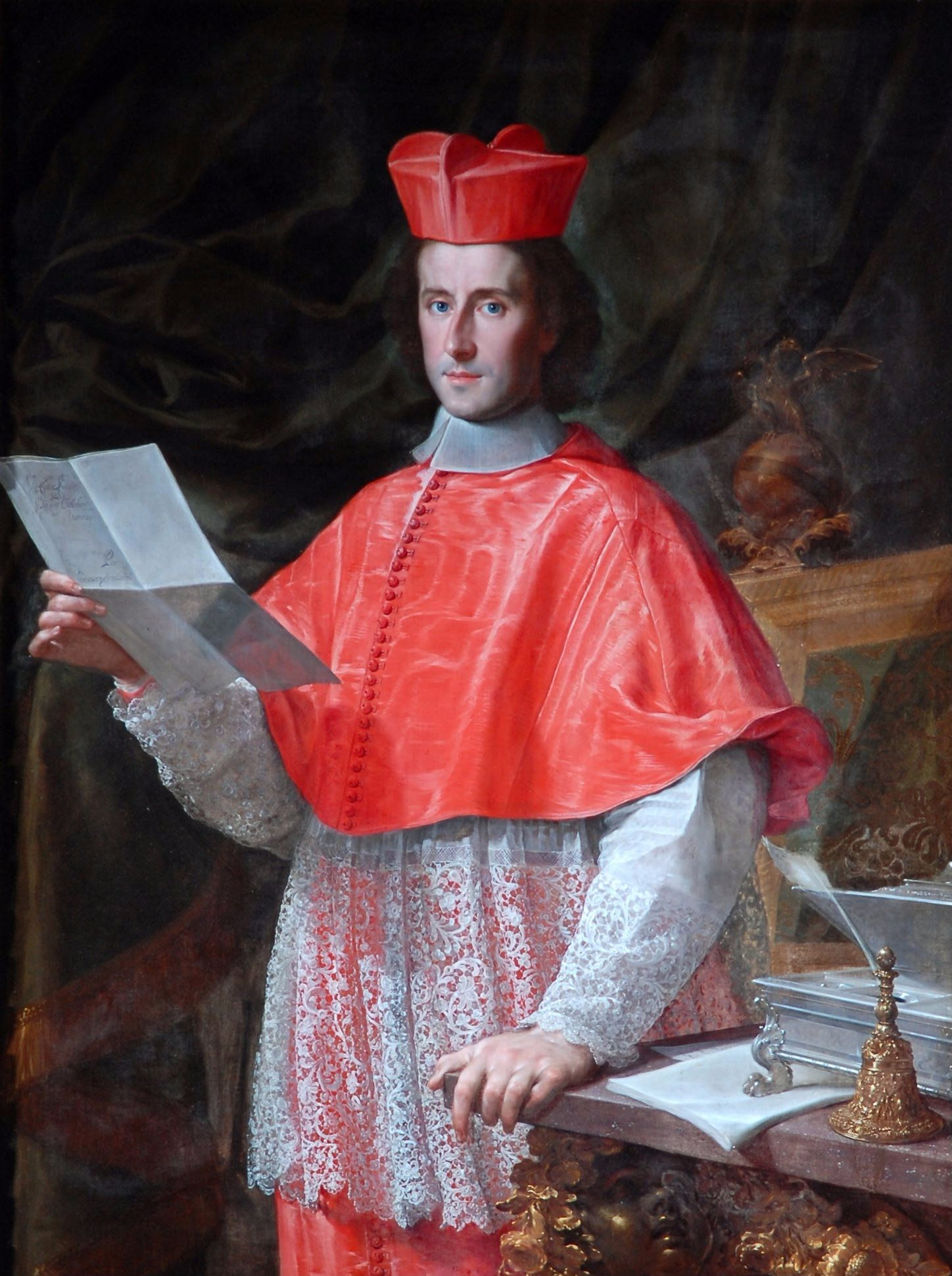
Il cardinale Pietro Ottoboni, librettista di Scarlatti.

Oltre alle opere, Scarlatti compose molti oratori, come Agar e Ismaele esiliati, Il giardino di rose ed il San Filippo Neri, e serenate, che mostrano tutte uno stile simile. Scarlatti scrisse quasi 820 cantate da camera per voce sola (di cui 620 attribuite con certezza), nessun compositore del suo tempo ne produsse così tante. L'impressionante numero di cantate si spiega meglio se si pensa al fatto che queste opere sono nate in gran parte durante il divieto pontificio dell'opera lirica a Roma: nel 1697, infatti, Innocenzo XII chiuse il teatro Tordinona (di Cristina di Svezia) e vietò gli spettacoli musicali al teatro Capranica nel 1699. Sostenuto da mecenati romani, come i cardinali Ottoboni e Pamphilj, ed il principe Ruspoli, si rinnova la richiesta di cantate da camera, allora in assoluto la forma musicale prediletta dalla nobiltà e dalla borghesia, dove nell'intimità si esprimevano i sentimenti e il tema privilegiato di queste opere: l'amore. Spesso questi committenti e destinatari erano anche gli autori dei testi musicati, come Pietro Ottoboni, la cui firma era nascosta sotto lo pseudonimo arcadico di Crateo Ericinio. Rappresentano la musica da camera più intellettuale di questo periodo. Le cantate, infatti, furono per Scarlatti ciò che fu a suo tempo il madrigale per Monteverdi, cioè un laboratorio e un crogiolo di ispirazione rivolto esclusivamente al piccolo pubblico di intenditori. Il compositore con una fertile immaginazione aveva dunque la possibilità di realizzare pienamente se stesso e dare l'espressione di tutto il suo genio in queste piccole forme, dove abbondano le sequenze armoniche più audaci, andando di pari passo con la caratterizzazione melodica che servirà da modello per gli ultimi compositori barocchi.

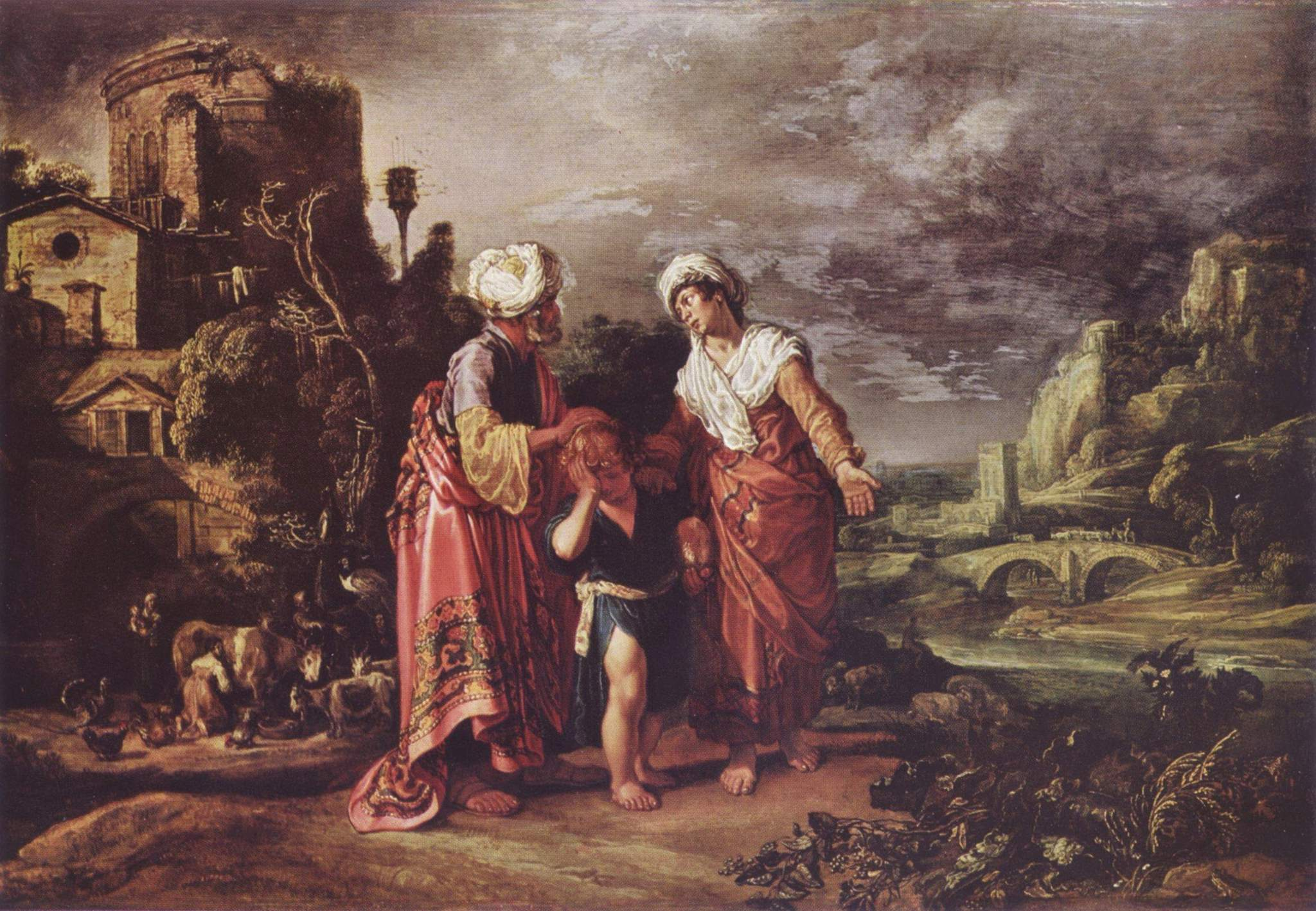
Abramo caccia Agar e Ismaele, Pieter Lastman (1612)
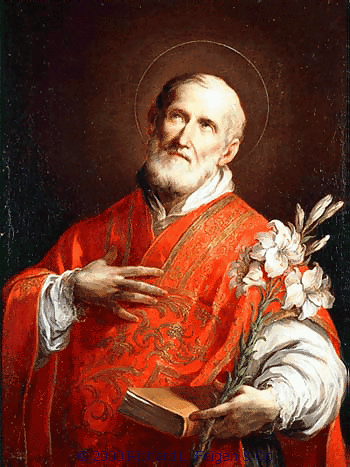
Filippo Neri, Sebastiano Conca
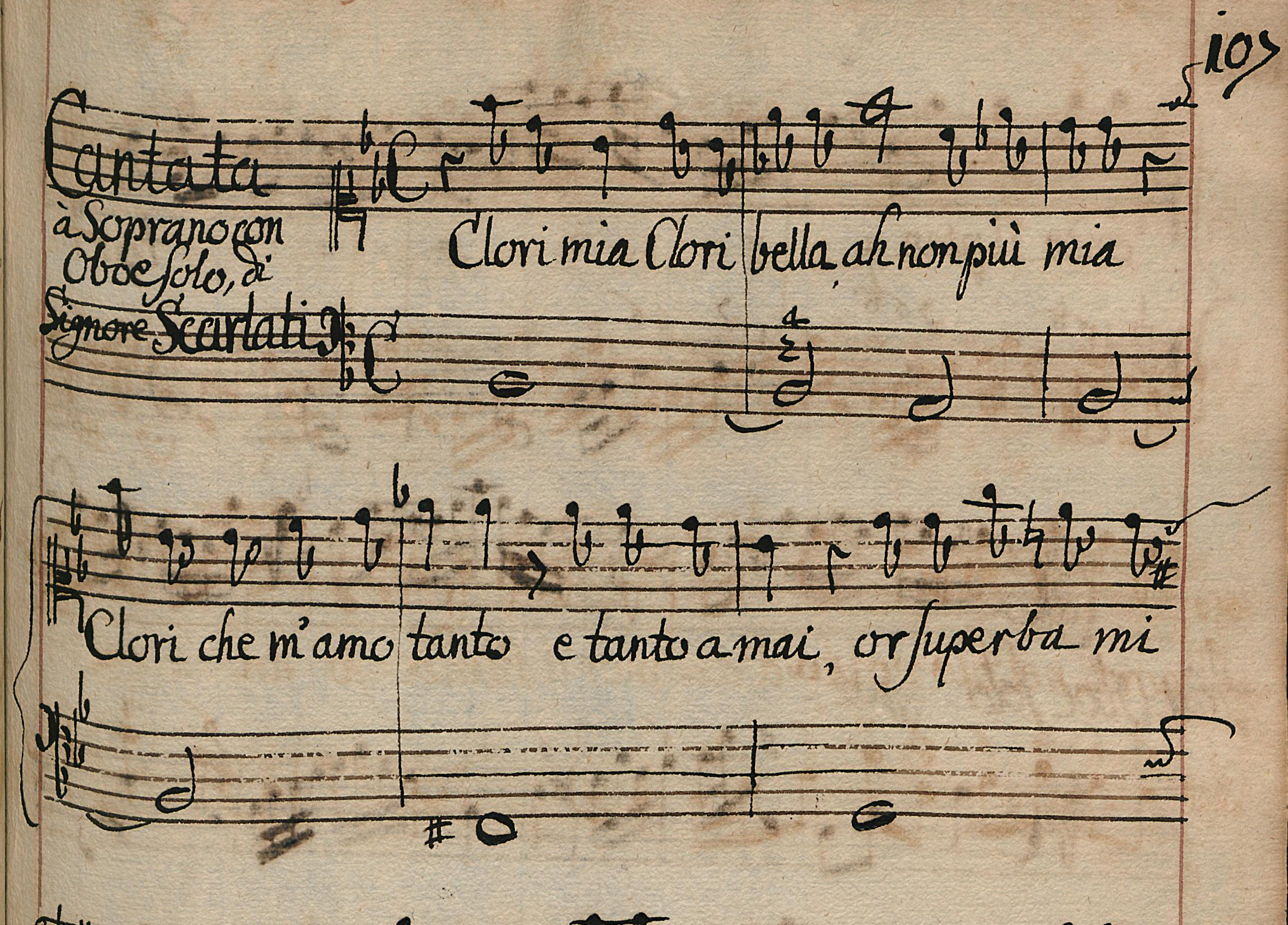
Incipit della cantata Clori mia, Clori bella
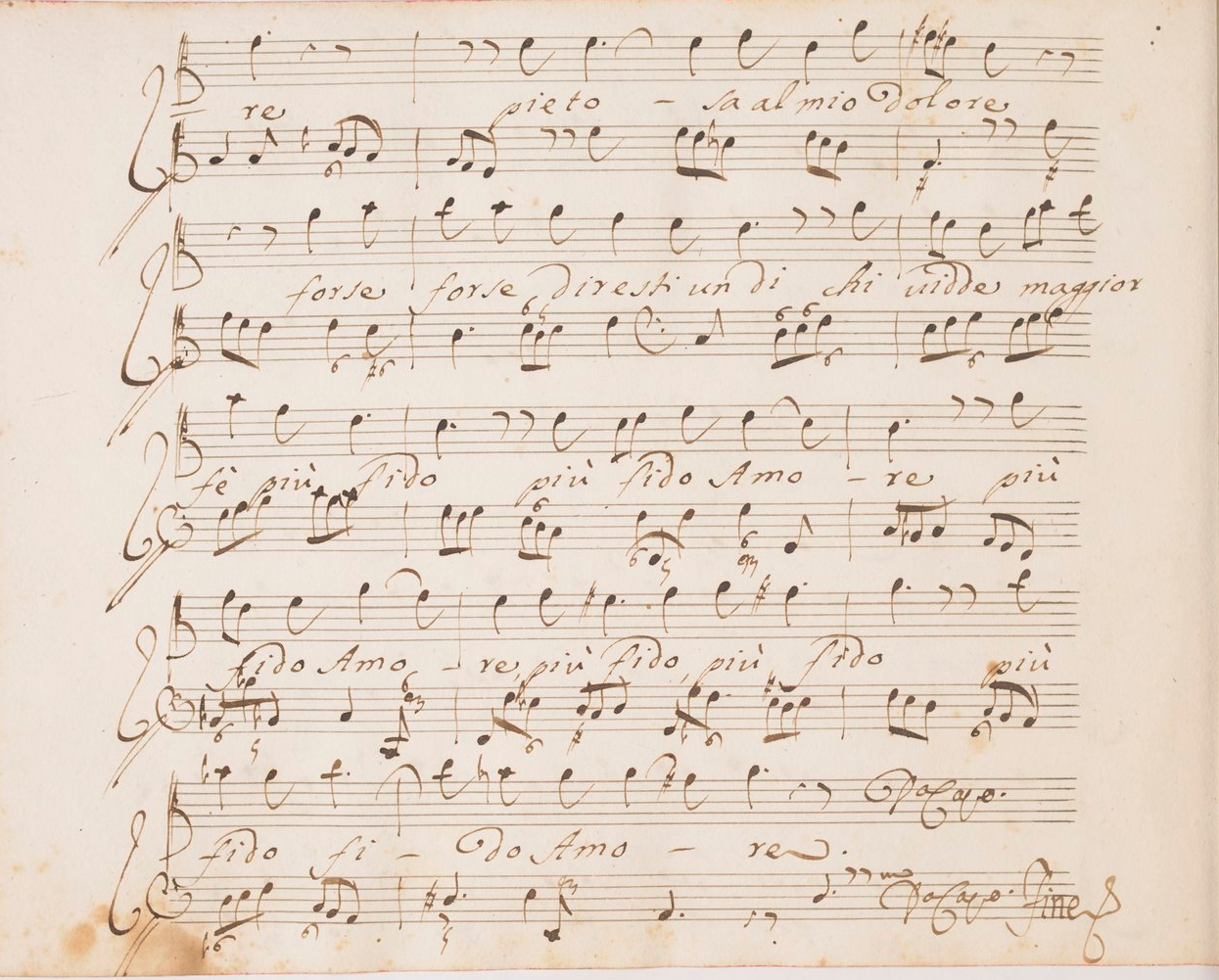
Ultima pagina della cantata Clori vezzosa e bella

#### Musica sacra
Scarlatti era ampiamente considerato ai suoi tempi un grande compositore di musica sacra e cantate. Questo repertorio di Scarlatti non è ancora riabilitato e neppure considerato oggi in proporzione all'importanza del corpus: dieci messe, 114 mottetti (di cui sei Dixit Dominus, cinque Salve Regina, uno Stabat Mater), le Lamentazioni per la settimana santa, Il primo omicidio. Le opere sono spesso destinate a Roma, anche nel periodo in cui risiedeva a Napoli, e lo stile, contrappuntistico, è complicato nei dettagli. In tale genere il compositore mostra tutto il suo eclettismo stilistico. È a suo agio nello stile antico della polifonia tradizionale così come nella retorica barocca degli affetti. Entrambi gli stili agiscono in parallelo nel suo lavoro.
Le dieci messe giunte a noi oggi sono in generale di minore importanza, ad eccezione della grande Messa di Santa Cecilia: Scarlatti aveva allora sessant'anni e la compose all'inizio del Settecento, in uno stile moderno dell'epoca, caratterizzato dal brio e dalla seduzione, che culminò nelle grandi messe di Bach e Beethoven e "sembra predire le ultime messe di Haydn". Questa notevole opera, "a coronazione di tutta la sua musica sacra", quasi contemporanea del Magnificat di Bach (1723), non ha nulla da invidiarle, "sia in termini di interesse musicale che di sintesi stilistica delle tendenze del primo Settecento".

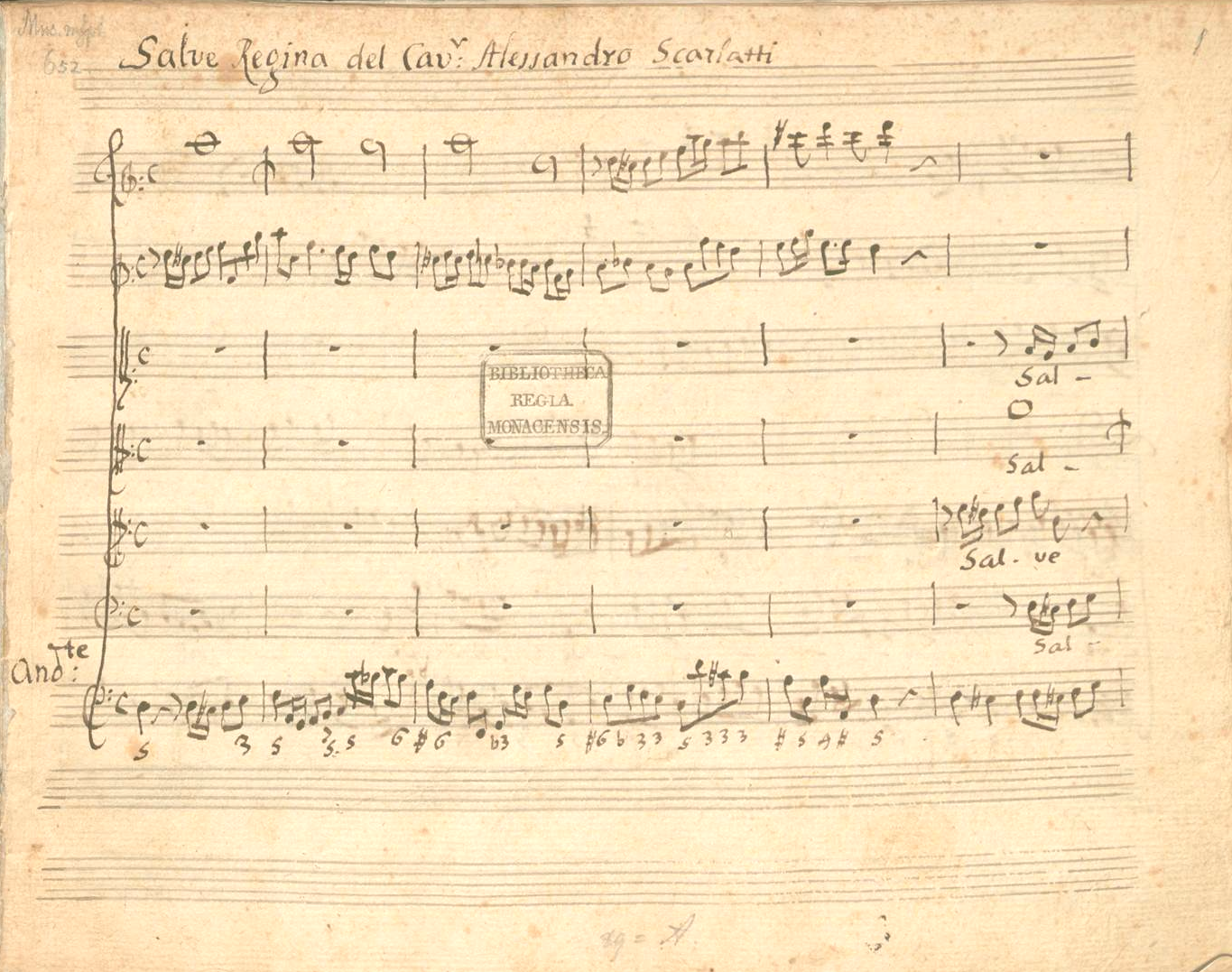
Prima pagina di una copia degli inizi del XIX secolo del Salve Regina (Monaco, Bayerische Staatsbibliothek
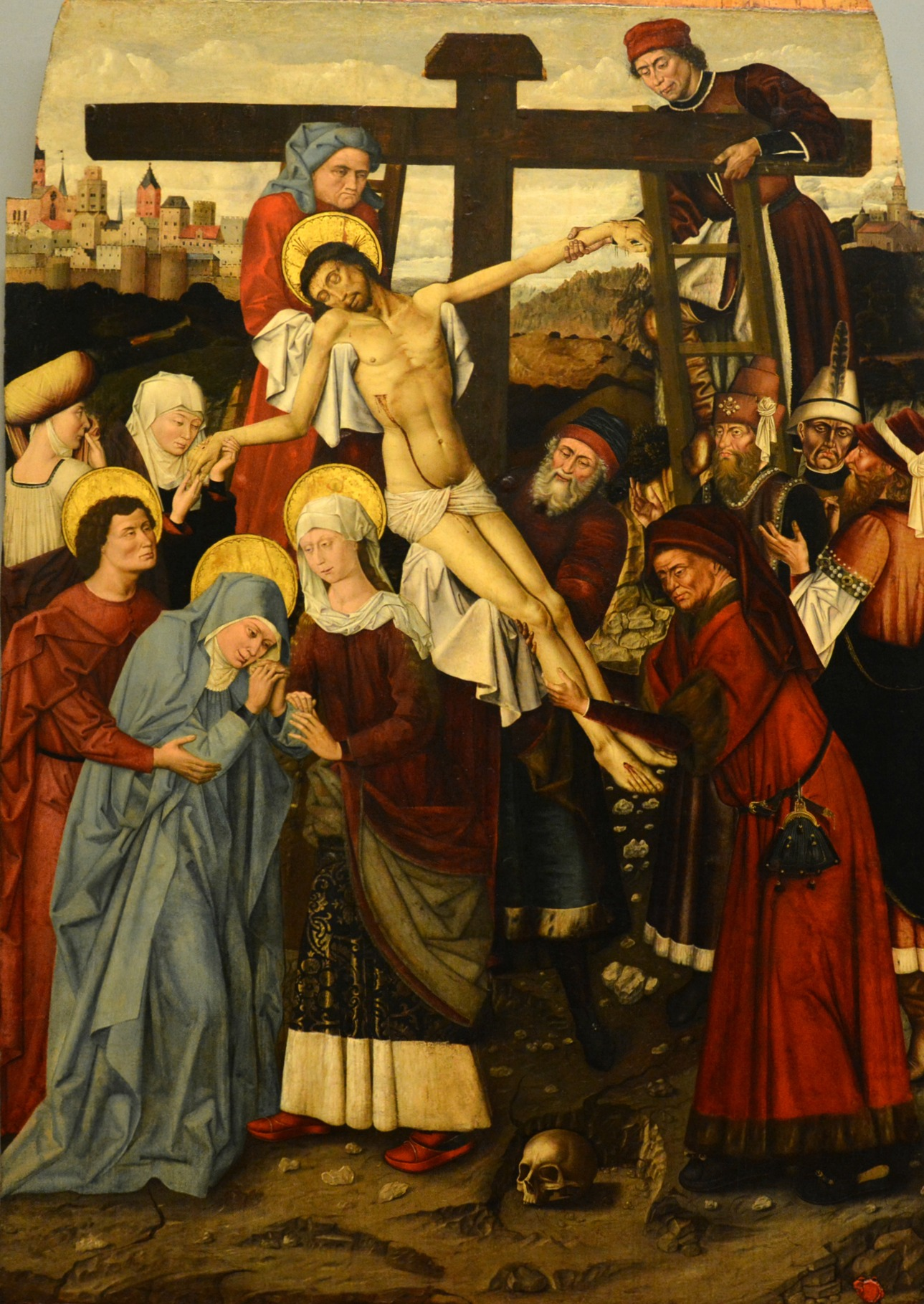
Colantonio, Deposizione, 1455-60
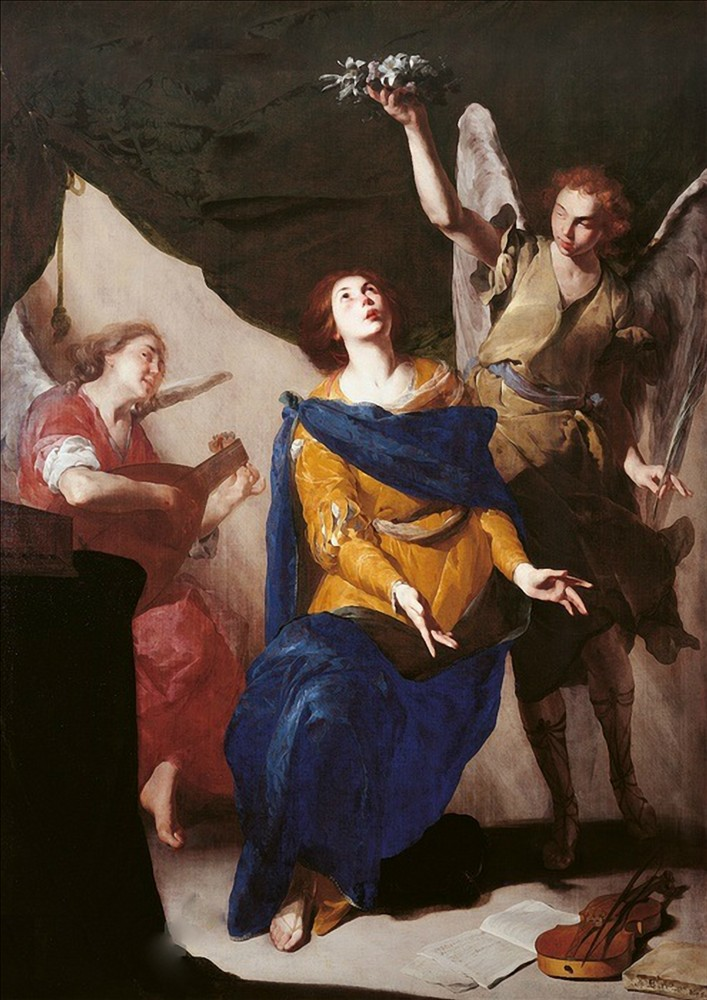
Bernardo Cavallino, Santa Cecilia in estasi, 1645
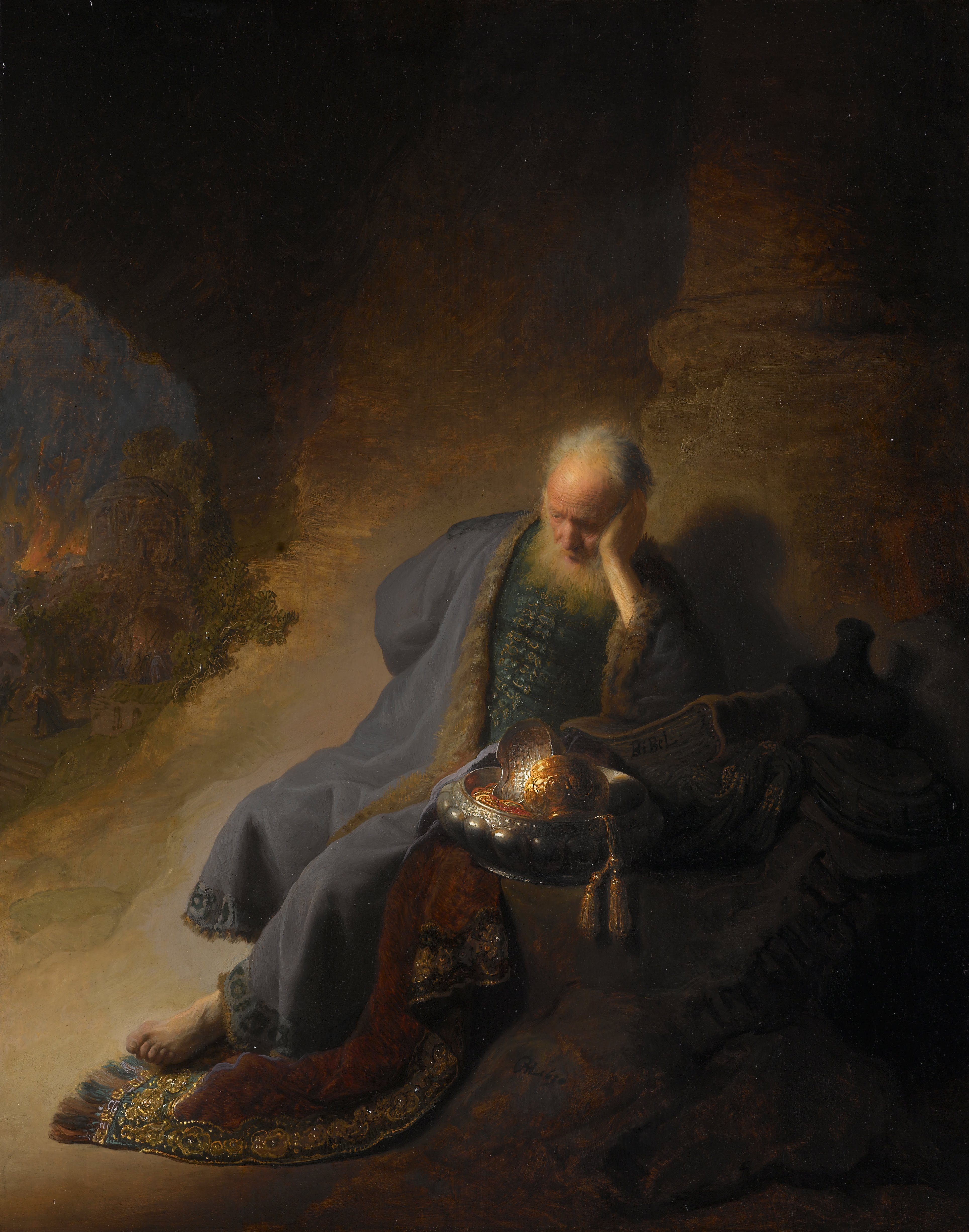
Geremia si lamenta sulla distruzione di Gerusalemme, Rembrandt
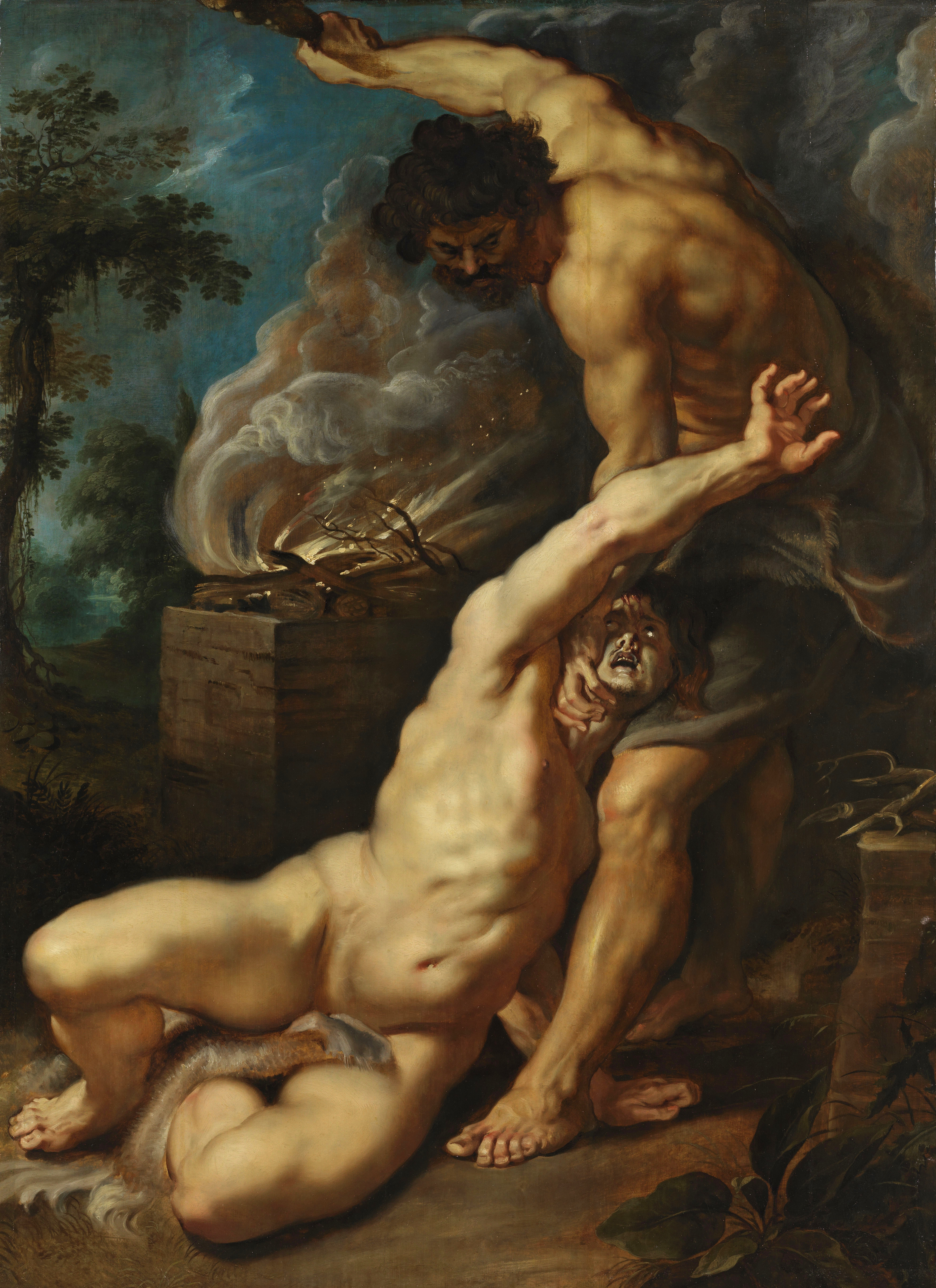
Caino e Abele di Peter Paul Rubens (1609 circa)

#### Musica strumentale
L'interesse e l'importanza delle opere strumentali di Scarlatti sono proporzionali al loro numero, nonostante sia particolarmente sottovalutata la sua musica.
La sua musica per tastiera comprende una raccolta di 7 toccate per clavicembalo a scopo esplicitamente pedagogico, la prima inoltre è interamente diteggiata dal compositore, il che la rende un documento prezioso per la tecnica tastieristica del barocco. Giunta sino a noi è anche una lunga Toccata nel primo tono che termina con 29 variazioni sul tema della Follia.
Sebbene interessante, la sua musica strumentale sembra di scrittura molto antica rispetto alle sue opere vocali dello stesso periodo, pur presentando, secondo taluni  «un'ammirevole fluidità». Fu, tuttavia, uno dei primi esponenti della scuola napoletana a sviluppare un repertorio quasi inesistente prima di lui. Il valore e la qualità della sua produzione di musica strumentale risiede nell'architettura e nell'intensità lirica. All'apice della sua carriera, furono scritte le  Sinfonie di concerto grosso ed i Sei Concerti grossi, che restano ad oggi i suoi lavori di musica strumentale più conosciuti.

## Composizioni

### Drammi per musica
- Gli equivoci nel sembiante (Libretto di Pietro Filippo Bernini) rappresentato a Roma nel 1679 e ripreso poi in altre città italiane
- L'honestà negli amori (Libretto di Pietro Filippo Bernini) rappresentato a Roma nel 1680
- Tutto il mal non vien per nuocere
- Il Pompeo (Libretto del conte Nicolò Minato) Roma, teatro palazzo Colonna, 1683, e Teatro San Bartolomeo di Napoli, 20 gennaio 1684, con Giovanni Francesco Grossi
- La Psiche ovvero Amore innamorato Teatro San Bartolomeo di Napoli, 1684
- Pirro e Demetrio (Libretto di Adriano Morselli), Teatro San Bartolomeo di Napoli, 1694
- Commodo Antonino (Libretto di Giacomo Francesco Bussani) rappresentato nel Teatro San Bartolomeo di Napoli il 18 novembre 1696
- L'Emireno ovvero Il consiglio dell'ombra, rappresentato a Napoli nel 1697
- Gl'inganni felici (Libretto di Apostolo Zeno) rappresentato a Napoli nel 1699
- Flavio Cuniberto (Libretto di Matteo Noris, rimaneggiato) rappresentato a Pratolino nel 1702
- Lucio Manlio l'Imperioso, rappresentato a Pratolino nel 1705
- Il gran Tamerlano (Libretto di Silvio Stampiglia) rappresentato a Pratolino nel 1706
- Mitridate Eupatore e il trionfo della libertà (Libretto di Girolamo Frigimelica Roberti) rappresentate a Venezia nel 1707
- Il Ciro (Libretto di Pietro Ottoboni) rappresentato a Roma nel 1712
- Il Tigrane ovvero L'egual impegno d'amore e di fede (Libretto di Domenico Lalli) rappresentato nel Teatro San Bartolomeo di Napoli nel 1715
- Carlo re d'Allemagna, (Libretto di Giuseppe Papis) rappresentato nel Teatro San Bartolomeo di Napoli nel 1717
- Cambise (Libretto di Domenico Lalli) rappresentato a Napoli nel 1719
- Griselda (Libretto di Apostolo Zeno) rappresentata a Roma nel gennaio 1721
- Arminio (Libretto di Antonio Salvi) rappresentato a Roma nel 1722, ripresa poi come pasticcio al His Majesty's Theatre di Londra
- Telemaco (Libretto di Carlo Sigismondo Capece) rappresentata a Roma nel 1718
- Il trionfo dell'onore, Commedia per musica di Francesco Antonio Tullio rappresentata nel Teatro dei Fiorentini Napoli il 26 novembre 1718
- Marco Attilio Regolo (Libretto da Matteo Noris, rimaneggiato) rappresentato a Roma nel carnevale del 1719
- Tito Sempronio Gracco (Libretto di Silvio Stampiglia) rappresentato a Roma nel carnevale del 1720
- Il Fetonte
- Olimpia vendicata
- La Rosmene ovvero L'infedeltà fedele
- Clearco in Negroponte
- L'Aldimiro ovvero Favore per favore
- Il Flavio
- L'Anacreonte tiranno
- L'Amazone corsara ovvero L'Alvilda
- La Statira
- Gli equivoci in amore ovvero La Rosaura (libretto di Giovanni Battista Lucini)
- L'humanità nelle fiere o vero Il Lucullo
- La Teodora Augusta
- Gerone tiranno di Siracusa
- L'amante doppio ovvero Il Ceccobimbi
- Il Bassiano ovvero Il maggior impossibile
- Le nozze con l'inimico ovvero L'Analinda
- Nerone fatto Cesare
- Massimo Puppieno
- Penelope la casta
- La Didone delirante
- La caduta de' Decemviri
- La donna ancora è fedele
- Il prigioniero fortunato
- L'Eraclea
- Odoardo (Libretto di Apostolo Zeno, favola boschereccia)
- Laodicea e Berenice
- Il pastore di Corinto
- Tiberio imperatore d'oriente
- Turno Aricino
- Il Mitridate Eupatore (Tragedia per musica in 5 atti)
- Il Teodosio
- L'Amor volubile e tiranno
- La principessa fedele
- La fede riconosciuta (Libretto di Benedetto Marcello)
- Scipione nelle Spagne (Libretto di Apostolo Zeno)
- L'Amor generoso
- La virtù trionfante dell'amore e dell'odio

### Serenate
- Diana et Endimione (Roma, tra 1680 e 1685)
- L'Olimpo in Mergellina (Napoli, Mergellina, 25 agosto 1686; rieseguita sempre a Napoli, Palazzo Reale, 16 settembre 1686)
- Venere, Adone et Amore (Napoli, Posillipo, 15 luglio 1696; rieseguita a Roma, agosto 1706)
- Il trionfo delle stagioni (Napoli, Posillipo, 26 luglio 1696)
- Il Genio di Partenope, la Gloria del Sebeto, il Piacere di Mergellina (Napoli, Mergellina, 5 agosto 1696)
- Venere e Amore (Napoli, Posillipo, 1700 ca.)
- Clori, Lidia e Filli (Napoli, 1700 ca.)
- Venere e Adone: Il giardino d'Amore (Napoli, tra 1700 e 1705)
- Clori, Dorino e Amore (Napoli, Palazzo Reale, 1º maggio 1702)
- La contesa d'onore tra la Gloria, la Fama et il Valore (Roma, Piazza San Marco, 22 luglio 1704)
- Endimione e Cintia (Roma, 1705)
- Flora pellegrina (Roma, Villa Corsini, 14 settembre 1705)
- Il trionfo della Virtù (Roma, 1706)
- Il trionfo dell'Onestà (Roma, 1706)
- Serenata a Filli (Roma, 1706)
- Le muse Urania e Clio lodano le bellezze di Filli (Roma, 1706)
- Venere havendo perso Amore lo ritrova fra le ninfe e i pastori dei Sette Colli (Roma, 1706)
- Amore, Pace e Providenza (Napoli, Palazzo Reale, 4 novembre 1711)
- Il genio austriaco (Napoli, Palazzo Reale, 28 agosto 1713)
- Filli, Clori e Tirsi (Napoli, Palazzo Reale, 4 dicembre 1716; rieseguita a Roma, Palazzo del cardinale Nuno da Cunha e Ataíde, 24 giugno 1721, col titolo La ninfa del Tago)
- La gloria di Primavera (Napoli, Palazzo Carafa della Spina, 22 o 23 maggio 1716)
- Partenope, Teti, Nettuno, Proteo e Glauco (Napoli, Palazzo Reale, 4 novembre 1718)
- Erminia (Napoli, Palazzo Zevallos, 13 giugno 1723)

### Musica devozionale (oratorii e cantate sacre)
- Tre oratorii in latino (perduti. Roma, 1679, 1680 e 1682)
- Passio Domini Nostri Jesu Christi secundum Ioannem (Roma, 1680 ca.)
- Agar et Ismaele esiliati (Roma, 1683; rieseguito a Palermo, 1691, col titolo: L'Abramo; Firenze, 1695, col titolo: Ismaele soccorso dall'Angelo)
- Il martirio di Santa Teodosia (Roma, 1684; rieseguito a Modena, 1685, col titolo: Santa Teodosia; Mantova, 1686; Firenze, 1693, col titolo: Santa Teodosia vergine e martire)
- Il trionfo della gratia overo La conversione di Maddalena (Roma, 1685, 1695 e 1699; rieseguita a Modena 1686 e 1703; Firenze, 1693 e 1699; Bologna, 1695, 1696, 1699, 1704 e 1705; Vienna, 1703)
- La Giuditta (Roma, Palazzo della Cancelleria, 21 marzo 1693; rieseguito a Napoli, Oratorio dell'Assunta, 3 luglio 1695, col titolo La Giuditta vittoriosa)
- I dolori di Maria sempre vergine (perduto. Napoli, 1693; rielaborato e rieseguito su testo latino a Roma, 1703, col titolo: La Concettione della Beata Vergine)
- Samson vindicatus (perduto. Roma, Oratorio del Santissimo Crocifisso, 25 marzo 1695)
- Il martirio di Santa Orsola (Roma o Napoli, 1695 ca.; rieseguito a Lione, 1718)
- La Giuditta (Roma, Palazzo della Cancelleria, quaresima 1697)
- La Religione giardiniera (Napoli, Chiesa di S. Pietro Martire, 5 ottobre 1698; rieseguito a Roma, Palazzo Bonelli, 24 aprile 1707, col titolo: Il giardino di rose o sia La Santissima Vergine del Rosario)
- Davidis pugna et victoria (Roma, Oratorio del Santissimo Crocifisso, 12 marzo 1700)
- Oratorio per la Santissima Annuntiata (Roma, 1703; ivi rieseguito, 1708)
- Cantata per l'assunzione della Beatissima Vergine (Roma, 1703; rieseguito a Roma, 1705, col titolo: Il regno di Maria Vergine assunta in cielo; Firenze, 1706, col titolo: Il trionfo della Vergine Santissima assunta in cielo; Napoli, 1710, col titolo: La sposa dei sacri cantici)
- Humanità e Lucifero (Roma, 1704)
- San Casimiro re di Polonia (Roma, 1704; rieseguito a Firenze, 1705)
- San Michaelis Arcangelis cum Lucifer pugna et victoria (perduto, Roma 1705)
- Il martirio di Santa Susanna (Roma, 1705; rieseguito a Firenze, 1706)
- San Filippo Neri (Roma, 1705; rieseguito a Firenze, 1707)
- Sedecia re di Gerusalemme (Urbino 1705; rieseguito a Roma, 1706)
- San Francesco di Paola (perduto. Urbino, 1706)
- Cain overo Il primo omicidio (Venezia, 1707)
- Tre cantate per la notte del Santissimo Natale (Roma, 1705, 1706 e 1707)
- Per la Passione di Nostro Signor Gesù Cristo (Roma, 1708; ivi rieseguito, 1725)
- Il martirio di Santa Cecilia (Roma, 1708; ivi rieseguito, 1709)
- Il trionfo del valore: Oratorio per il giorno di San Giuseppe (perduto. Napoli, 1709)
- Oratorio per la Santissima Trinità (Napoli, 1715)
- Oratorio in onore della Vergine Addolorata (Napoli, 1717)
- La gloriosa gara tra la Santità e la Sapienza (perduto. Roma, 1720)
- Messa di Santa Cecilia (Roma, 1720)

### Musica strumentale

#### Tastiera
- Toccate per cembalo
- Toccata in re minore
- 10 partite sopra basso obbligato (1716)
- Primo e secondo libro di toccate (sol maggiore, la minore, sol maggiore, la minore, sol maggiore, re minore, re minore, la minore, sol maggiore, fa maggiore)
- 2 sinfonie per cembalo (16 giugno 1699)
- Toccata per studio di cembalo
- Toccata d'intavolatura per cembalo ò pure per organo d'ottava stesa
- Toccata in mi minore
- 3 toccate, ognuna seguita da fuga e minuetto (1716)
- Variazioni sopra "La follia" (1715)
- 6 Concerti per clavicembalo e archi

#### Altri strumenti
- 12 sinfonie di concerto grosso (1715):
  - in fa maggiore, per 2 violini, viola, violoncello, 2 flauti e basso continuo
  - in re maggiore, per 2 violini, viola, violoncello, flauto, tromba e basso continuo
  - in re minore, per 2 violini, viola, violoncello, flauto e basso continuo
  - in mi minore, per 2 violini, viola, violoncello, flauto, oboe/violino e basso continuo
  - in re minore, per 2 violini, viola, violoncello, flauto e basso continuo
  - in la minore, per 2 violini, viola, violoncello, flauto e basso continuo
  - in sol minore, per 2 violini, viola, violoncello, flauto e basso continuo
  - in sol maggiore, per 2 violini, viola, violoncello, flauto e basso continuo
  - in sol minore, per 2 violini, viola, violoncello, flauto e basso continuo
  - in la minore, per 2 violini, viola, violoncello, flauto e basso continuo
  - in do maggiore, per 2 violini, viola, violoncello, flauto e basso continuo
  - in do minore, per 2 violini, viola, violoncello, flauto e basso continuo
- 6 concerti in sette parti per due violini e violoncello obbligato, con in più due violini, un tenore e basso continuo (fa minore, do minore, fa maggiore, sol minore, re minore, mi maggiore; 1724)
- 4 sonate a quattro, per 2 violini, viola e violoncello (fa minore, do minore, sol minore, in re minore)
- 9 sonate (concerti) per flauto, 2 violini, violoncello e basso continuo (re maggiore, la minore, do minore, la minore, la maggiore, do maggiore, sol minore, fa maggiore, la maggiore; 1725)
- Sonata in fa maggiore per flauto, 2 violini e basso continuo
- Sonata in re maggiore per flauto, 2 violini e basso continuo
- Sonata in la maggiore per 2 flauti, 2 violini e basso continuo
- Sonata in fa maggiore per 3 flauti e basso continuo
- 3 sonate per violoncello e basso continuo (re minore, do minore, do maggiore)
- Suite in fa maggiore per flauto e basso continuo (16 giugno 1699)
- Suite in sol maggiore per flauto e basso continuo (giugno 1699)

### Lavori didattici
- Regole per principianti (1715 ca.)
- Discorso sopra un caso particolare di arte (aprile 1717)
- Canoni: Tenta la fuga ma la tenta invano; Voi sola; Commincio solo; 2 canoni a 2
- 15 fughe a 2
- Studio a quattro sulla nota ferma
- Varie partite obbligate al basso
- Toccate per cembalo
- Varie introduttioni per sonare e mettersi in tono delle compositioni (1715 ca.)
- Regole per ben [son]are | il cembalo […] (D-Hs M/A 251)

## Omaggi
- A lui e al figlio Domenico è stato intitolato il cratere Scarlatti sul pianeta Mercurio.
- Dal 1º marzo 2019 il Conservatorio di Palermo (già dedicato a Vincenzo Bellini) viene intitolato ad Alessandro Scarlatti.
- A Napoli, un'importante strada commerciale porta il suo nome.

## Edizioni moderne
- Alessandro Scarlatti, Opera omnia per strumento a tastiera vol. I-II-III-IV-V-VI, Ut Orpheus Edizioni Collane - Ut Orpheus Edizioni
- A. Scarlatti, Comodo Antonino, Drama per Musica in 3 atti. prima versione di Napoli, 1696-Ricostruzione dei Recitativi, Revisione della partitura, e Risoluzione del  Basso Continuo a cura di M.G.Genesi, Piacenza , Ediz. P.M.,  2025, pp. 958..